# Radosław Nawrot
Radosław Nawrot (ur. 8 stycznia 1973) – polski dziennikarz specjalizujący się w tematyce sportowej oraz przyrodniczej oraz pisarz, z wykształcenia prawnik.

## Życiorys
Radosław Nawrot pochodzi z Poznania. Jest absolwentem VI LO im. Ignacego Jana Paderewskiego
Od najmłodszych lat planował zostać dziennikarzem. Przez większość życia zawodowego związany był z poznańską redakcją Gazety Wyborczej, współpracuje także z magazynem „Logo”. W 1997 roku ukończył studia prawnicze na Uniwersytecie Adama Mickiewicza w Poznaniu. Przez niemal 29 lat prowadził w poznańskim Radiu Afera magazyn filmowy „Pół żartem, pół serio”. Od stycznia 2021 roku redaktor oraz wydawca w dziale sport portalu Interia.pl. Prowadzi bloga o tematyce filmowej.  
Autor książek o Lechu Poznań i sporcie: Okoń (fabularyzowana biografia Mirosława Okońskiego), Najsłynniejsze mecze Lecha Poznań, czy też serii komiksów Słynni polscy olimpijczycy oraz komiksu Jedenastka z Bułgarskiej o meczach Lecha Poznań z FC Barcelona, jak również publikacji spoza zakresu sportu, w tym historii, geografii, filmu i zoologii. Autor powieści Szachownica o powstaniu wielkopolskim, powieści Gaspar da Gama, której akcja rozgrywa się w XVI wieku, oraz książki Australia, no worries!, której pierwszy tom z 2020 roku poświęcony jest Tasmanii. 
Laureat I nagrody w konkursie literackim „Którędy na Targi” za powieść W nogi, panie prezydencie!, której akcja ma miejsce w latach 1928-1929 w Poznaniu i Berlinie.
Laureat głównej nagrody Poznańskiego Towarzystwa Przyjaciół Nauk za najlepszą publikację o Wielkopolsce w kategorii literatura popularno-naukowa i beletrystyka za powieść Gaspar da Gama. 
Uczestnik i prelegent panelu naukowego w Berlinie o relacjach polsko-niemieckich w piłce nożnej na przestrzeni lat, jaki odbył się przed mistrzostwami Europy w piłce nożnej Euro 2012. W swoim dorobku ma również współpracę z poznańskimi uczelniami w obszarze dziennikarstwa sportowego. 
Hobbystycznie uprawia turystykę. Zwycięzca teleturnieju Wielka gra.

## Twórczość
- Góra Kościuszki, wydawnictwo Posnania (2023) - powieść historyczna o wyprawie Pawła Edmunda Strzeleckiego do Australii w latach 1839-1840[12]
- W nogi, panie prezydencie, wydawnictwo Posnania (2023) - powieść sensacyjna z czasów Pewuki i lat 1928-1929[13]
- Gaspar da Gama, wydawnictwo Posnania (2022) - powieść historyczna z XVI wieku[13]
- Jedenastka z Bułgarskiej, wydawnictwo Lech Poznań (2022) - komiks o meczach Lecha Poznań z FC Barcelona[13]
- Szachownica, wydawnictwo Posnania (2021) - powieść z czasów powstania wielkopolskiego 1918-1919[13]
- Australia, no worries! Część pierwsza: Tasmania (2020) - podróżnicza opowieść o Tasmanii[13]
- Najsłynniejsze mecze Lecha Poznań, wydawnictwo RedBox (2013, uzupełnione drugie wydanie 2022)[14]
- Okoń, wydawnictwo RedBox (2012) - powieść na motywach biografii piłkarza Mirosława Okońskiego[15]
- Słynni polscy olimpijczycy, wydawnictwo Agora (2008) - komiksy o polskich sportowcach